# Usage spirituel et religieux du cannabis
 (avril 2013).
Si vous disposez d'ouvrages ou d'articles de référence ou si vous connaissez des sites web de qualité traitant du thème abordé ici, merci de compléter l'article en donnant les références utiles à sa vérifiabilité et en les liant à la section « Notes et références ».
L'usage spirituel, religieux et sacré du cannabis se réfère au cannabis utilisé dans un contexte religieux ou spirituel. La plante de cannabis a une histoire ancienne d'usage rituel comme aide à la transe et a été traditionnellement utilisé dans un contexte religieux dans tout l'Ancien Monde.
Le cannabis a été utilisé dans un contexte religieux et spirituel en Inde depuis la Période védique qui remonte à environ 1500 ou 2000 av. J.-C. Hérodote a écrit sur les premières pratiques cérémonielles des Scythes, qui aurait eu lieu du Ve siècle au IIe siècle avant notre ère. les nomades hindous l'ont utilisé en Inde depuis des siècles.
Dans la culture moderne l'usage spirituel de cannabis a été propagé par les hippies de retour d'Inde et du Népal vers les années 1970 et par les disciples du mouvement Rastafari qui l'utilisent pour ses propriétés naturelles d'exaltation de la conscience dans leurs rites sacrés; selon ce qu'ils savent comme appartenant véritablement à la prophétie de la vie "livity" des anciens mystiques, dont l'histoire est décrite dans les textes sacrés.

## En Inde et au Népal
Les premiers rapports connus concernant le statut sacré du cannabis en Inde et au Népal proviennent de l'Atharva-Véda qu'on estime avoir été écrite aux environs de 2000 à 1400 av. J.-C., qui mentionne le cannabis comme l'une des «cinq plantes sacrées». Il existe trois formes de cannabis utilisées en Inde et au Népal. Le premier, le bhang, comprend les feuilles et les sommités de la plante de cannabis. Il est habituellement consommé sous forme d'infusion ou sous forme de boisson, et sa force varie en fonction de la quantité de cannabis utilisée dans la préparation. La seconde, la ganja, constitué par les feuilles et les sommités de la plante, est fumé. Le troisième, est appelé Charas, il se compose de la résine extraite des sommités et / ou des feuilles de la plante de cannabis. En règle générale, le bhang est la forme la plus couramment utilisée dans les fêtes religieuses.

### Hindouisme
Le cannabis ou ganja est parfois associé au culte de la divinité hindoue Shiva. Le bhang est offert aux images de Shiva, en particulier au festival Maha Shivaratri. Cette pratique est particulièrement connue dans les temples de Bénarès, de Baidynath, de Tarakeswar, de Pashupatinath et dans les autres temples de Shiva en Inde et au Népal. Le bhang est non seulement offert à Shiva, mais aussi consommée par les yogis shivaïtes. Le Charas est fumé par quelques dévots shivaïtes et le cannabis lui-même est considéré comme un don (Prasād, ou l'offrande) à Shiva pour aider au Sadhana. Certains des ascètes errants en Inde et au Népal connus sous le nom de Sâdhu fument le Charas dans un chillum en argile. Néanmoins la plupart des philosophies hindoues, sauf certaines traditions shivaïtes ou Shakta désapprouvent l'usage des drogues non-pharmaceutiques.
Pendant le festival indien et népalais de Holî (en particulier dans la région de Terraï), les gens consomment le bhang qui contient des fleurs de cannabis,. Selon une description, lorsque l'Amrita (élixir de vie) était produit à partir du barattage de l'océan par les Devas et les Asuras, Shiva a créé le cannabis de son propre corps pour purifier l'élixir (d'où, pour le cannabis, le mot angaja ou «corps-né»). Un autre récit suggère que la plante de cannabis surgit quand une goutte de cet élixir a chuté sur le sol. Ainsi, le cannabis est utilisé par les sages pour leur association avec l'élixir et Shiva. Pour le sage boire le bhang selon les rites religieux, est censé purifier les péchés, unir avec Shiva et éviter les misères dans la vie future. Il est également supposé avoir des propriétés médicinales. En revanche, boire stupidement le bhang, sans rites, est considéré comme un péché. Bien que le cannabis soit considéré comme illégal et ai obtenu le statut de médicament, de nombreux Népalais en consomment pendant les fêtes (comme Shivaratri), ce que le gouvernement tolère dans une certaine mesure, mais aussi pour l'usage personnel et à des fins récréatives

### Bouddhisme
Dans le bouddhisme, le cinquième précepte consiste à «s'abstenir de vins, de liqueurs et de substances intoxicantes qui causent l'insouciance." Comment cela s'applique au cannabis est diversement interprété. Le cannabis et d'autres plantes psychoactives sont spécifiquement prévues dans le Tantra de Mahakala à des fins médicinales. Toutefois, le Tantra est un enseignement ésotérique de l'hindouisme et du bouddhisme et n'est pas acceptée par toutes les formes de ces religions.

## Afrique
Selon Alfred Dunhill (1924), les Africains ont eu une longue tradition de fumer du chanvre dans des pipes faites dans des courges, affirmant qu'en 1884, le roi de la tribu Baluka du Congo a mis en place un Riamba ou culte du chanvre fumé à la place de l'adoration des fétiches. D'énormes pipes en courges ont été utilisés. Le cannabis a été utilisé en Afrique pour restaurer l'appétit et soulager la douleur des hémorroïdes. Il a également été utilisé comme antiseptique. Dans un certain nombre de pays, il a été utilisé pour traiter le tétanos, la rage, le delirium tremens, les convulsions infantiles, les névralgies et les autres troubles nerveux, le choléra, la ménorragie, les rhumatismes, le rhume des foins, l'asthme, les maladies de la peau, et le travail prolongé pendant l'accouchement.
En Afrique, il y a eu un certain nombre de cultes du chanvre. Paul Pogge et Hermann von Wissmann, au cours de leurs explorations de 1881, ont visité les Bashilenge, vivant sur la frontière nord du Lundu, entre Sankrua et Balua. Ils ont trouvé de grandes parcelles de terres, autour des villages, utilisées pour la culture du chanvre. À l'origine, il y avait des petits clubs de fumeurs de chanvre, liés par des liens d'amitié, mais ceux-ci ont finalement conduit à la formation d'un culte religieux. Les Bashilenge s'appelaient eux-mêmes Bena Riamba, «les fils de chanvre», et leurs terres, Lubuku, ce qui signifie amitié. Ils se saluaient avec l'expression Moio, qui signifie à la fois «chanvre» et «vie».
Chaque membre de la tribu était nécessaire pour participer au culte de Riamba et montrer sa dévotion en fumant le plus souvent possible. Ils attribuaient des pouvoirs magiques universels au chanvre, qui permet de lutter contre toutes sortes de maux. Ils l'avaient quand ils allaient à la guerre et lors de leurs déplacements. Il y avait des rites d'initiation pour les nouveaux membres qui en général avaient lieu avant la guerre ou de longs voyages. La pipe de chanvre pris un sens symbolique pour la Bashilenge, analogue à l'importance du calumet de la paix pour les Indiens d'Amérique. Aucune vacances, aucun accord commercial, aucun traité de paix n'a été négocié sans elle (Wissman et al. 1888).
Dans la région centrale du Sahara, la secte Senusi a également cultivé du chanvre à grande échelle pour une utilisation dans les cérémonies religieuses.

## Chine ancienne
Le sinologue et historien Joseph Needham a conclu que «les propriétés hallucinogènes du chanvre étaient bien connues dans les milieux médicaux chinois et taoïstes depuis deux millénaires ou plus», et d'autres chercheurs, associés aux chamans chinois appelés Wu, sont arrivés aux mêmes conclusions pour l'usage comme enthéogène du cannabis dans le chamanisme d’Asie centrale.
Les textes les plus anciens de la médecine traditionnelle chinoise énumèrent les usages du cannabis et notent quelques effets psychodynamiques. La pharmacopée chinoise Shennong bencao jing (environ 100 apr. J.-C.) décrit l'utilisation du mafen 麻蕡 «cannabis fruits / graines" :
"En prendre beaucoup fait voir aux gens des démons et ils se jettent dessus comme des fous (多 食 令人 见鬼 狂 走). Mais si on le prend sur une longue période de temps, on peut communiquer avec les esprits, et son corps devient léger (久服 通 神明 轻身),."
Le livre diététique thérapeutique Shiliao bencao 食療本草 (environ 730 apr. J.-C.) prévoit la consommation quotidienne de cannabis dans le cas suivant : «ceux qui veulent voir des démons devraient le prendre (avec certains autres médicaments) pendant une centaine de jours. "
À partir du IVe siècle environ, les textes taoïstes mentionnent que du cannabis était consommé dans des encensoirs. Needham a cité l'encyclopédie taoïste Wushang Biyao 無上秘要(environ 570 de notre ère) qui dit que du cannabis a été ajouté dans les encensoirs pour les rituels, et a suggéré que les anciens Taoïstes expérimentaient systématiquement des «fumées hallucinogènes". le Yuanshi shangzhen zhongxian ji 元始上真眾仙記 ("les enregistrements des assemblées des Immortels Parfaits»), qui est attribué à Ge Hong (283-343), dit :
"Pour ceux qui commencent à pratiquer le Tao, il n'est pas nécessaire d'aller dans les montagnes… Certains avec de l'encens purifié et de l'arrosage et du balayage sont également en mesure de faire descendre les Immortels Parfaits. Les adeptes de la Dame Wei et de Hsu sont de ce genre."
Wei Huacun 魏華存 (252-334) et Xu Mi 許謐 (303-376) fondèrent l'École taoïste Shangqing pai. Les Écritures Shangqing auraient été dictées à Yang Xi 楊羲 (330-386 CE) dans les révélations nocturnes des immortels, et Needham a déclaré qu'Yang a «presque certainement été aidé par le cannabis». Le Mingyi bielu 名醫別錄 ("Enregistrements supplémentaires de médecins célèbres»), écrit par le pharmacologue taoïste Hongjing 陶弘景 (456-536), qui a également écrit les premiers commentaires du canon Shangqing, dit: «Chanvre-graines (麻勃) sont très peu utilisés en médecine, mais les magiciens-techniciens (shujia 術家) disent que si on les consomme avec du ginseng il vous donnera une connaissance surnaturelle des événements dans l'avenir »,. Un travail médical taoïste du VIe siècle, le Wuzangjing 五臟經 («Cinq viscères Classiques") dit: «Si vous souhaitez ordonner à des apparitions démoniaques de se présenter vous devrez constamment manger les inflorescences de la plante de chanvre».

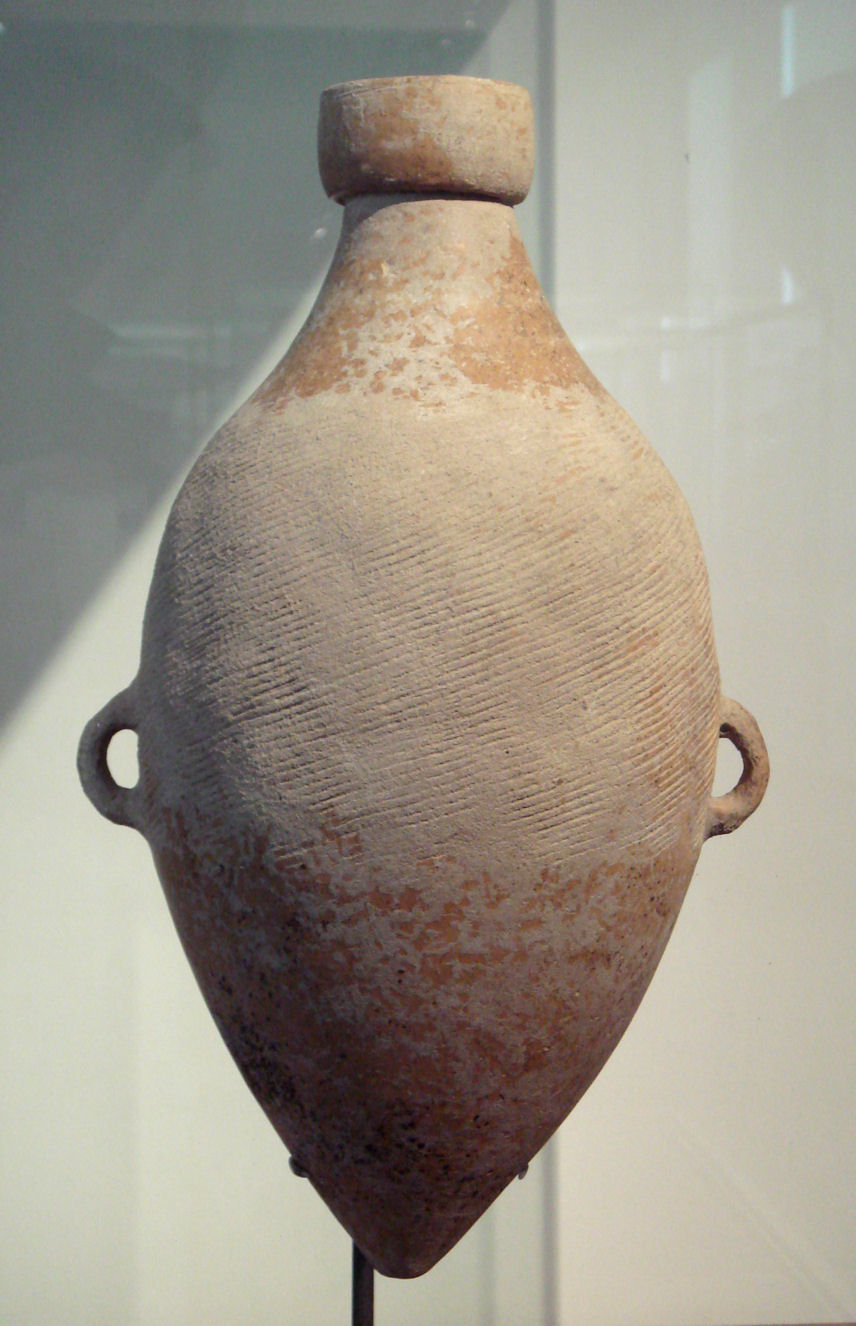
Culture de Yangshao (4800 ans avant notre ère) amphore décorée d'une corde de chanvre

Le cannabis est cultivé en Chine depuis l'époque néolithique, par exemple, les cordes de chanvre ont été utilisées pour créer les dessins de la courbe caractéristique de la poterie de la culture de Yangshao). Les premiers Classiques chinois ont de nombreuses références de l'usage de la plante pour les vêtements, les fibres et la nourriture, mais aucune pour ses propriétés psychotropes. Certains chercheurs pensent que les associations chinoises de cannabis avec «pratiques chamaniques indigènes d'Asie centrale» peuvent expliquer ce "silence particulier". Le botaniste Li Hui-Lin a constaté des signes linguistiques que l'effet «stupéfiant de la plante de chanvre a été connu très tôt dans le temps », le mot ma «cannabis, chanvre» a une connotation de «engourdi, picotements; insensée »(par exemple, mamu 麻木" Numb "et Mazui 麻醉" anesthésie; stupéfiant »), qui sont «apparemment tirés des propriétés des fruits et des feuilles, qui ont été utilisés comme des perfusions à des fins médicinales » Li a suggéré que des chamans en Asie du Nord ont transmis les utilisations médicales et spirituelles du cannabis aux antiques chinois wu 巫« chaman; médium.; médecin ".
L'utilisation du cannabis comme une drogue hallucinogène par les nécromanciens ou des magiciens est particulièrement remarquable. Il convient de souligner que, dans la Chine ancienne, comme dans la plupart des cultures anciennes, la médecine a son origine dans la magie. les médecins étaient des magiciens pratiquants. En Asie du nord, le chamanisme était très répandu, du Néolithique jusqu'à récemment. Dans la Chine ancienne les chamans étaient appelés Wu. Cette vocation a été très fréquente au cours de la dynastie Han. Après cela, ils ont progressivement perdu de leur importance, mais la pratique persiste dans certaines localités dispersées et chez certains peuples. Dans le Grand Nord, parmi les tribus nomades de la Mongolie et de la Sibérie, le chamanisme était très répandu et commun jusqu'à une époque assez récente.
Joseph Needham a relié les mythes au sujet de Ma Gu "la Demoiselle de chanvre» avec les premiers usages religieux taoïstes du cannabis, soulignant que Ma Gu était la déesse de Shandong sur la montagne sacrée Tai Shan, où le cannabis» était censé être collecté le septième jour du septième mois, une journée de banquets dans les communautés taoïstes ».

## Ancienne Asie centrale
À la fois l'histoire ancienne grecque et l'archéologie moderne montrent que les peuples d'Asie centrale utilisaient le cannabis il y a 2.500 ans.
Les Histoires grecques d'Hérodote (environ 440 avant notre ère) disent que les Scythes utilisaient des bains de vapeur au cannabis :
"Ils fabriquent une cabine en fixant dans le sol trois bâtons inclinés les uns vers les autres, et enroulent autour des feutres de laine, qu'ils s'arrangent pour mettre le plus près possible : à l'intérieur de la cabine un plat est placé sur le sol, dans lequel ils ont mis un certain nombre de pierres rougies au feu, puis ils y ajoutent un peu de chènevis… Les Scythes, comme je l'ai dit, prennent une partie de ce chènevis, et, rampant sous les revêtements de feutre, le jettent sur les pierres chauffées au rouge; immédiatement il fume, et donne une telle vapeur qu'aucun bain de vapeur grecque ne peut le dépasser, les Scythes, heureux, crient de joie, et cette vapeur leur sert de bain d'eau;. car ils n'ont jamais, par hasard, lavé leur corps avec de l'eau "
Ce qu'Hérodote appelle le "chènevis" devait être les sommités fleuries de la plante, où la résine psychoactive est produite.
Les kapnobatai (« ceux qui marchent sur les nuages » ou « ceux qui avalent des nuages ») sont d'anciens chamans, présents dans les civilisations Scythes, Thraces et Daces, qui brûlaient du chanvre pour entrer dans des transes extatiques.
Plusieurs des momies du Tarim excavées près de Tourfan dans la province de Xinjiang en Chine du Nord-Ouest ont été enterrées avec des sacs du cannabis à côté de leurs têtes  En se fondant sur le reste du mobilier funéraire, les archéologues ont conclu que ces personnes étaient des chamans : "La marijuana devait être enterrée avec les chamans morts qui rêvaient de la poursuite de la profession dans un autre monde » une équipe de chercheurs a analysé une tombe chamanique qui contenait un panier en cuir avec du cannabis bien conservé (789 grammes de feuilles, les pousses et les fruits; datée à l'accélérateur de spectrométrie de masse 2475 ± 30 ans BP ) et un bol en bois avec des traces de cannabis. Dépourvus de toute «preuve appropriée que les anciens, les peuples autochtones ait utilisé le cannabis pour la nourriture, pour l'huile, ou pour la fibre", ils ont conclu «le défunt était plus préoccupé par la valeur intoxicante et / ou médicinale du cannabis».

## Ancienne Europe
Dans l'ancienne mythologie germanique, le cannabis était associée à la déesse scandinave de l'amour, Freyja,. La récolte de la plante était liée à un grand festival érotique. On croyait que Freyja vivait comme une force féconde dans les fleurs féminines de la plante et qu'en les ingérant on devenait influencé par cette force divine . La linguistique offre une preuve supplémentaire de l'utilisation préhistorique du cannabis par les peuples germaniques:. le mot anglais hemp dérive du vieil anglais hænep, du proto-germanique hanapiz, du même mot scythe dont cannabis dérive. L'étymologie de ce mot suit la Loi de Grimm selon laquelle la lettre proto-indo-européen k devient h en germanique. Le passage de k à h indique que c'était un emprunt dans la langue germanique parente au plus tard à la séparation du germanique commun et du proto-indo-européenne, environ 500 ans av. J.-C.
Les Celtes peuvent également avoir consommé du cannabis, comme preuve de traces de haschisch ont été trouvés à Hallstatt, berceau de la culture celtique. En outre, les Daces et les Scythes avaient une tradition où un feu était fait dans un espace clos et des graines de cannabis étaient brûlées et la fumée résultante ingérée.
Le haschisch est aussi connu comme le vrai "vin" de Dionysos.

## Ancien Israël
Sula Benet (1967) a affirmé que la plante kaneh bosm קְנֵה-בֹשֶׂם, mentionné cinq fois dans la Bible hébraïque, est le cannabis, bien que la plupart des dictionnaires de plantes de la Bible en général identifient la plante en question comme Acorus calamus ou Cymbopogon citratus 

## Islam
Le Coran interdit toute substance nocive pour l'être humain. Toutefois, le cannabis est considéré comme khamr (substance hallucinogène) par de nombreux érudits religieux et donc généralement comme Haram (interdit) , Dans l'islam orthodoxe, les érudits conservateurs jugent le cannabis comme une substance hallucinogène et, par conséquent, d'après certains Hadiths, il est classé comme interdit.

## Rastafari
Les membres du mouvement Rastafari utilisent le cannabis comme une partie de leur culte du Roi, Haïlé Sélassié Ier d'Éthiopie, et comme une aide à la méditation. Le mouvement a été fondé en Jamaïque dans les années 1930 et alors qu'on ne sait pas quand ils ont fait du cannabis quelque chose de sacré, il est clair que dès les années 1940 Rastafari a été associée à la consommation de cannabis et à la communauté du Pinnacle de Leonard Percival Howell. Les rastafari voient le cannabis comme une plante sacrée et profondément bénéfique qui est l'Arbre de Vie mentionnée dans la Bible. Bob Marley, parmi beaucoup d'autres, a cité l'Apocalypse: 22:2, "… l'herbe est la guérison des nations."
"L'usage du cannabis, et en particulier des longues pipes à eau, appelées calices, font partie intégrante de ce que les Rastafari appellent «sessions de raisonnement» où les membres se rassemblent pour discuter de la vie selon la perspective Rasta. Ils pensent que l'usage du cannabis les rapproche de Dieu, qu'ils appellent (Jah), et permet à l'utilisateur de pénétrer la vérité des choses beaucoup plus clairement, comme si la laine avait été retirée de ses yeux. Ainsi les Rastafari fument du cannabis ensemble afin de discuter de la vérité avec l'autre, raisonnant petit à petit grâce à de nombreuses séances. Même s'il n'est pas nécessaire d'utiliser le cannabis pour être un Rastafari, certains pensent qu'ils l'utilisent régulièrement dans le cadre de leur foi, et les pipes de cannabis sont toujours dédiées à Sa Majesté Impériale Hailé Sélassié Ier, avant d'être fumé. Frotter les cendres du cannabis fumé sur la peau est également considéré comme une pratique saine.